# Orlando Gaona Lugo
Pour les articles homonymes, voir Gaona.
Orlando Gaona Lugo, né le 25 juillet 1990 à Villa Hayes, est un footballeur international paraguayen. Il évolue au poste d'attaquant à Club Olimpo.